# 若井駅
若井駅（わかいえき）は、高知県高岡郡四万十町若井にある土佐くろしお鉄道・四国旅客鉄道（JR四国）の駅である。駅番号は土佐くろしお鉄道がTK27、JR四国がG27。

## 概要
土佐くろしお鉄道の中村線と、JR四国の予土線の2路線が乗り入れており、このうち予土線は当駅を起点としている。なお予土線の列車はすべて、中村線に直通して窪川駅発着で運転されている。
中村線と予土線の施設上の分岐点は川奥信号場であるが、当駅 - 川奥信号場間は信号場まで含めて土佐くろしお鉄道が管轄している。したがって当駅も土佐くろしお鉄道の管轄であり、JR四国の駅数には計上されていない。

## 歴史
- 1963年（昭和38年）12月18日：日本国有鉄道中村線の駅として開業[1][2]。旅客のみを取り扱う駅員無配置駅[3]。
- 1974年（昭和49年）3月1日：予土線が開通し、分岐駅となる[4]。
- 1987年（昭和62年）4月1日：国鉄分割民営化により四国旅客鉄道に承継[1]。
- 1988年（昭和63年）4月1日：中村線の土佐くろしお鉄道移管に伴い、当駅は土佐くろしお鉄道の管轄駅となる。

## 駅構造
単式1面1線ホームの地上駅。築堤上にある。無人駅でホームに待合所がある。前述の通り土佐くろしお鉄道管轄の共同使用駅であり、駅名標も土佐くろしお鉄道仕様になっている。
窪川駅 - 当駅間は土佐くろしお鉄道の路線であるため、予土線の列車に当駅を跨いで乗車する場合に、青春18きっぷなどJR線のみで有効な特別企画乗車券を使用する際は、窪川駅 - 当駅間の運賃を別途支払う必要がある。なお当駅での乗務員交代は行わず、JRの乗務員が窪川駅まで担当する。

## 利用状況
1日の平均乗降人員は以下の通りである。
| 1日乗降人員推移 | 1日乗降人員推移 |
| 年度            | 1日平均人数     |
| --------------- | --------------- |
| 2011年          | 25              |
| 2012年          | 34              |
| 2013年          | 34              |
| 2014年          | 24              |
| 2015年          | 26              |
| 2016年          | 21              |
| 2017年          | 21              |
| 2018年          | 17              |

## 駅周辺

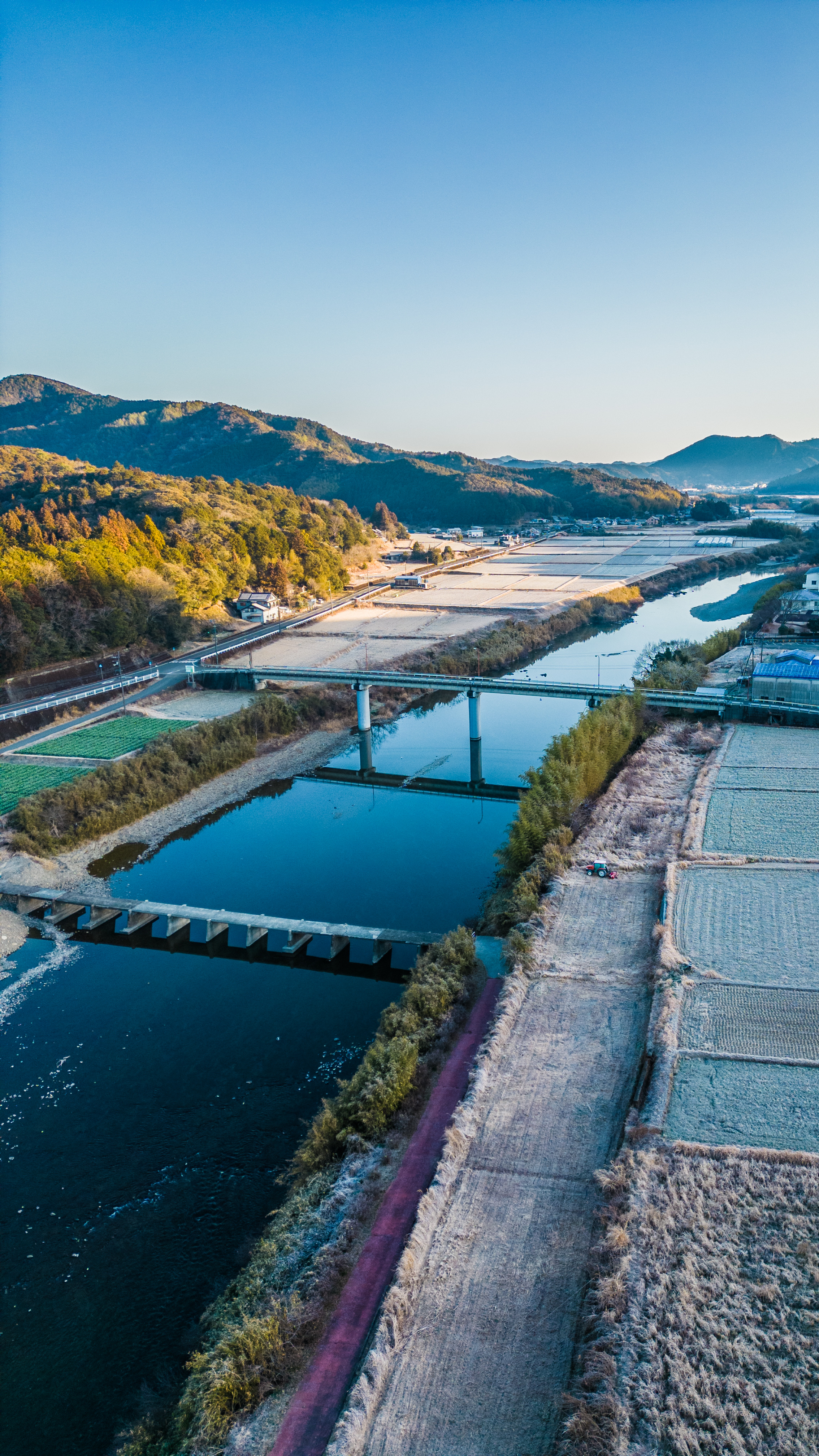
若井沈下橋（2023年1月）

四万十川沿いにある駅。国道381号は向こう岸を通るため、橋を渡らないといけない。
- 四万十町 若井グリーンセンター
- 琴弾八幡宮
- 国道381号
- 若井大橋
- 若井沈下橋
- 四万十川

### バス路線
駅前に「若井駅」停留所があり、四万十町コミュニティバスの路線が発着する。しかし、バスの運行は水曜しか設定されていない。
四万十町コミュニティバス
- 若井川線
  - 窪川駅 / 峰ノ上

（※祝日となる日も運行するが、1月1日は運休する）

## 隣の駅
土佐くろしお鉄道
■中村線
窪川駅 (TK26) - 若井駅 (TK27) - （川奥信号場） - 荷稲駅 (TK28)
四国旅客鉄道（JR四国）
■予土線
（窪川駅） - 若井駅 (G27) - （川奥信号場） - 家地川駅 (G28)